# Nécropole nationale d'Effry
Pour un article plus général, voir Sites funéraires et mémoriels de la Première Guerre mondiale (Front Ouest).
La nécropole nationale d'Effry est un cimetière militaire de la Première Guerre mondiale situé sur le territoire de la commune d'Effry, dans le département de l'Aisne.

## Historique
Le secteur est resté aux mains des Allemands tout au long de la  Première Guerre mondiale.

La commune fut choisie par le commandement allemand pour y implanter un camp de concentration regroupant les populations déplacées. Un lazaret était installé et hébergeait entre mille et deux mille personnes. Les corps de 685 personnes mortes dans ce lazaret reposent dans le cimetière militaire jouxtant le cimetière civil.
 Aujourd'hui, dans cette nécropole nationale d'Effry, des panneaux retracent l'histoire de ce camp. Des tombes de civils morts en captivité entourent l'ossuaire qui regroupent les dépouilles des militaires étrangers « Morts pour la France »,.

## Galerie

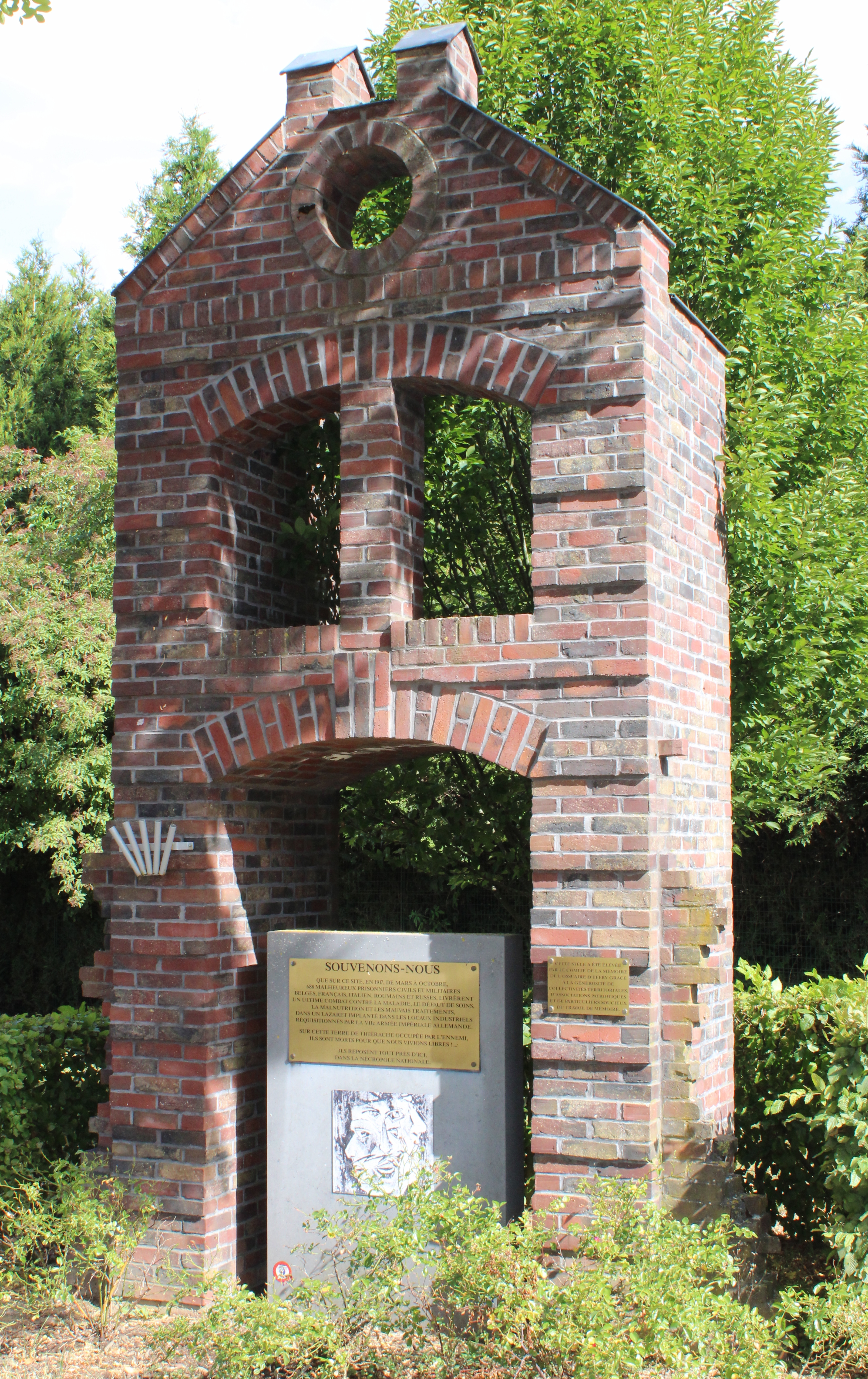
Monument hommage aux prisonniers décédés en 1917 au centre du village.
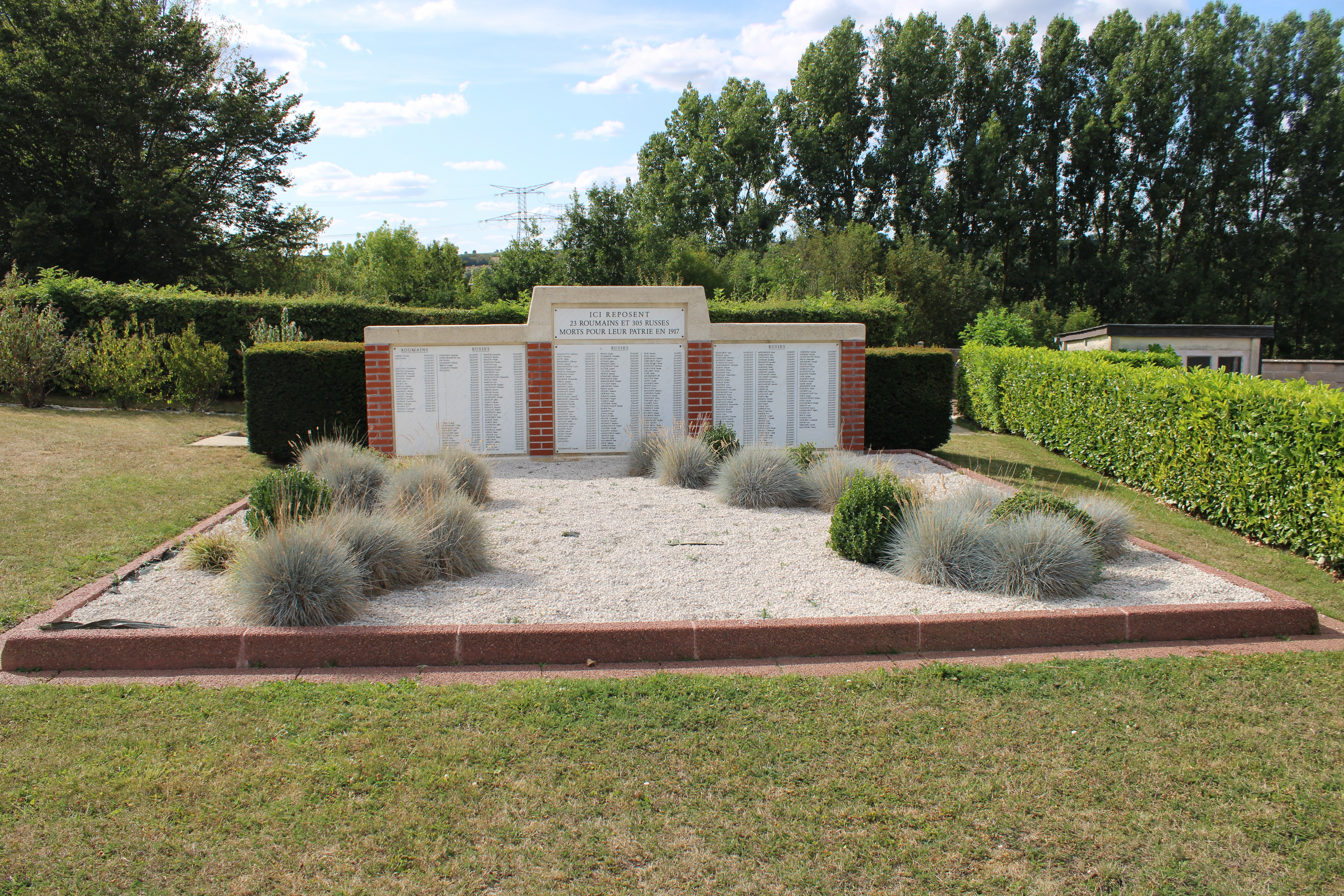
Fosse commune regroupant les corps de 305 soldats russes et de 35 Roumains.
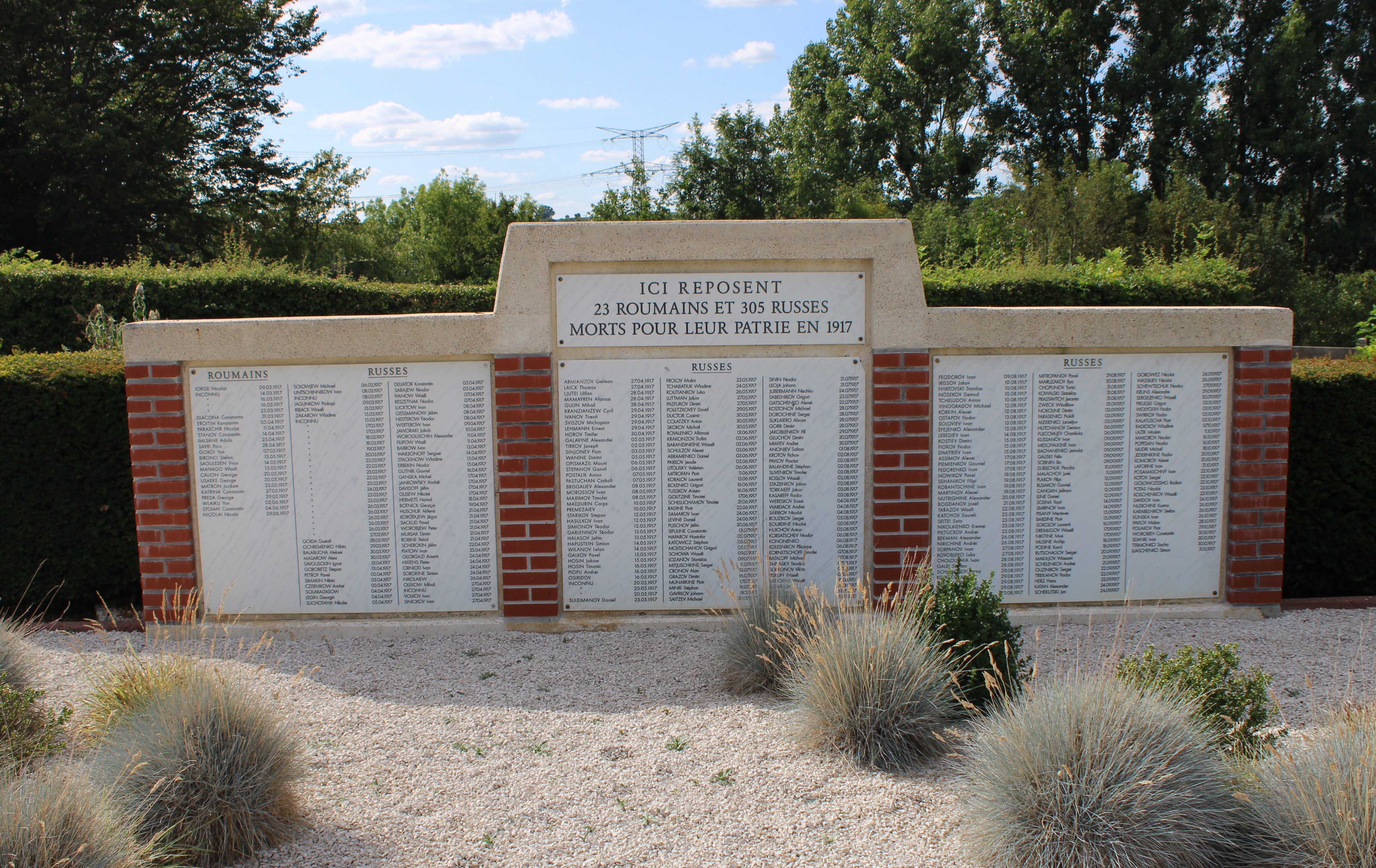
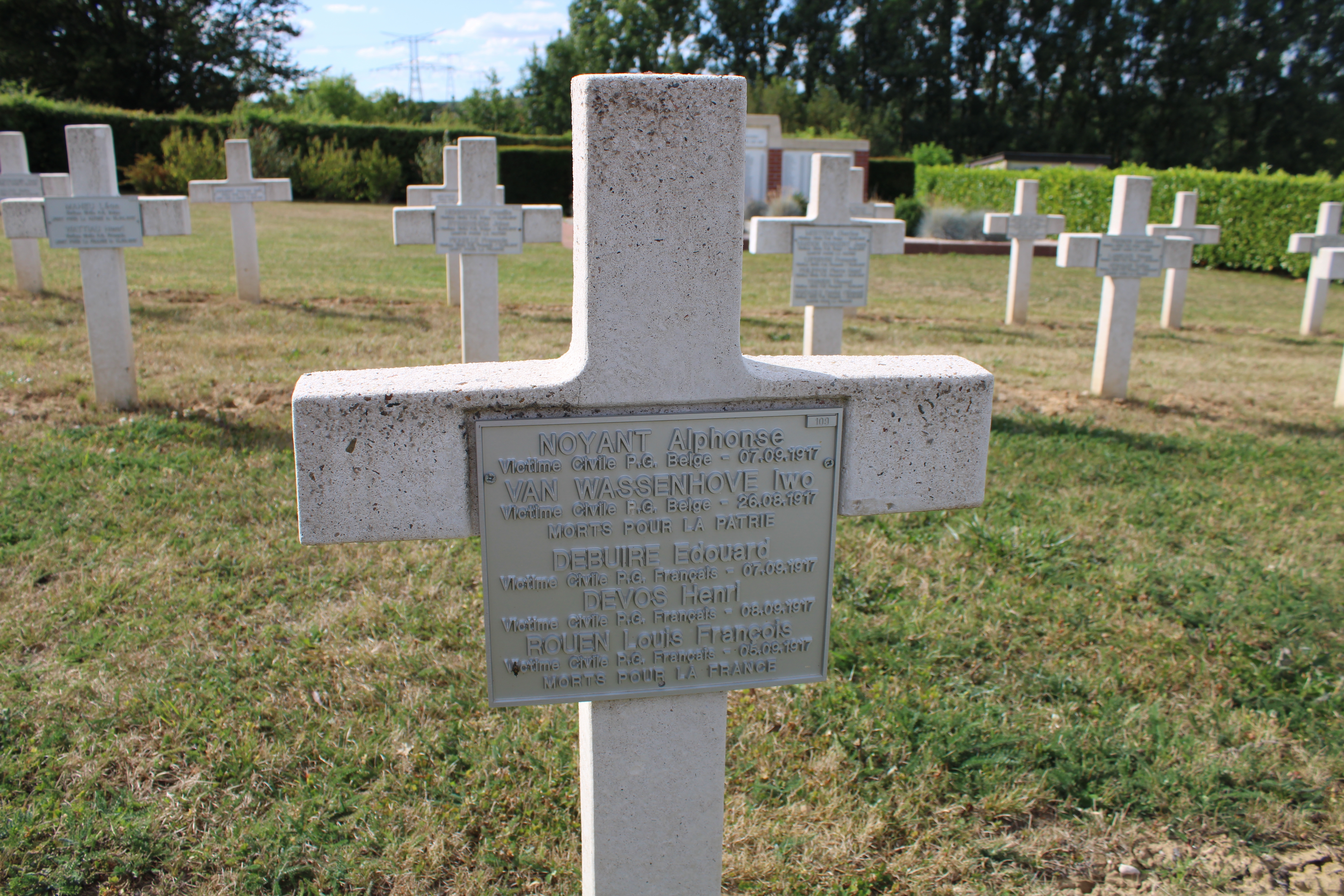
Croix en pierre portant les noms de 5 victimes civiles belges et françaises.
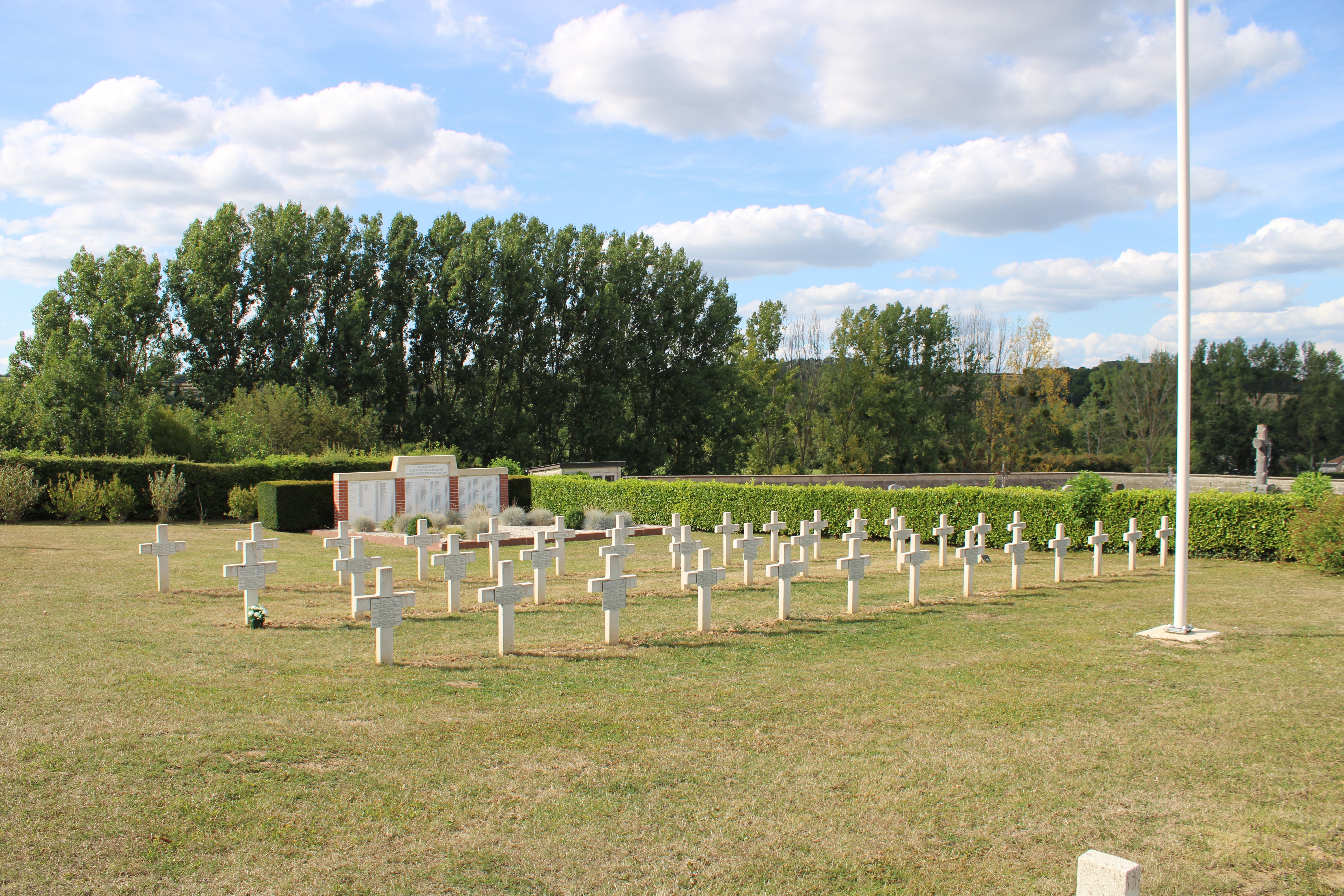
Vue de la nécropole.
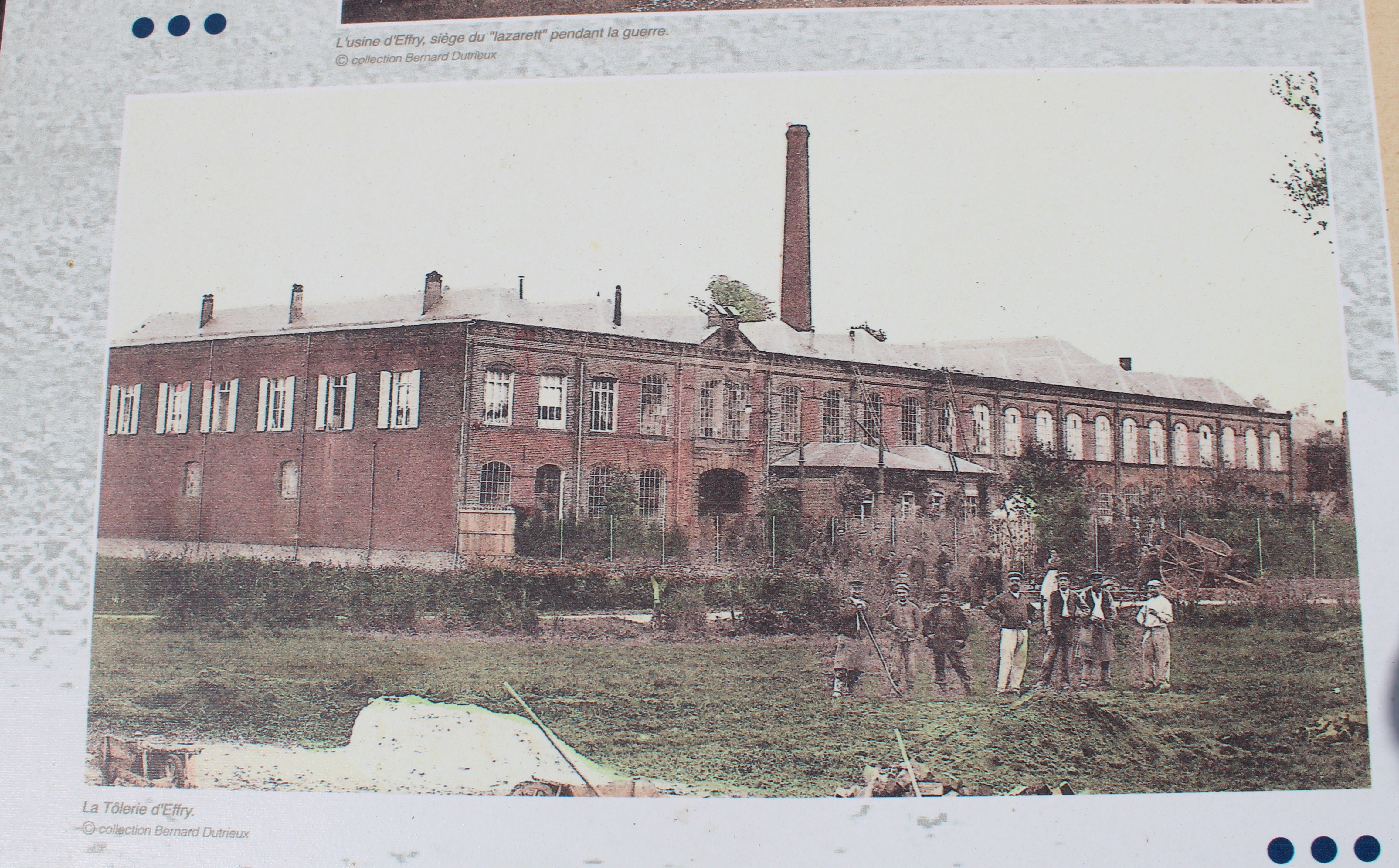
Carte postale de la tôlerie d'Effry dans laquelle étaient retenus les prisonniers surveillés par des Allemands.

## Sépultures
| Pays         | Sépultures |
| ------------ | ---------- |
| France       | 127        |
| Belgique     | 229        |
| Roumanie     | 23         |
| Empire russe | 305        |
| Italie       | 1          |
| Total        | 685        |